# Liffol-le-Grand
 Liffol-le-Grand  es una población y comuna francesa, en la Región de Gran Este, departamento de Vosgos, en el distrito de Neufchâteau y cantón de Neufchâteau.

## Demografía
| 2632 | 3093 | 3207 | 3174 | 2812 | 2524 |
| Para los censos de 1962 a 1999 la población legal corresponde a la población sin duplicidades (Fuente: INSEE [Consultar]) |      |      |      |      |      |